# Hong Kong aux Jeux olympiques d'été de 2004
Hong Kong participe aux Jeux olympiques d'été de 2004 à Athènes. Il s'agit de leur 13e participation à des Jeux d'été.
La délégation hongkongaise, composée de 32 athlètes, termine soixante-cinquième du classement général avec 1 médaille (1 en argent).